# Прапор Богуславського району
Пра́пор Богусла́вського райо́ну — офіційний символ Богуславського району Київської області, затверджений 11 липня 2003 року рішенням № 75-07-XXIV сесії Богуславської районної ради.

## Опис
Прапор являє собою прямокутне полотнище зі співвідношенням сторін 2:3, яке складається з трьох рівних за шириною горизонтально розташованих смуг синього, жовтого і зеленого кольорів. На відстані 1/20 від довжини прапора, біля древка знаходиться вертикальна смуга білого кольору з червоним геометричним орнаментом, що займає 10 % його площі.
На фон прапора може накладатися щит герба району.

## Символіка
Синій колір — це елемент герба України, жовтий запозичений з прапора Київської області, зелений — колір основного елемента герба м. Богуслав. Смуга білого кольору з червоним орнаментом є елементом герба району.